# AMD Am9080

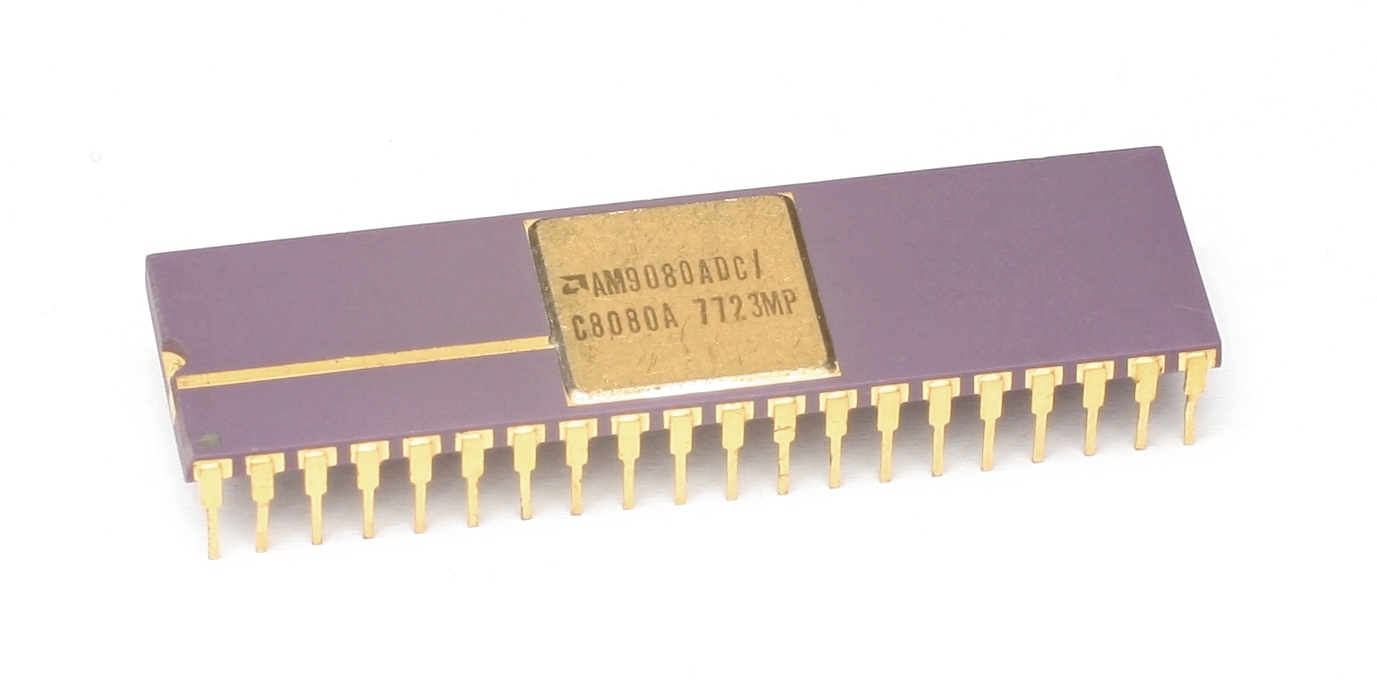
AMD Am9080

Am9080 — процесор, що випускався фірмою AMD. Спочатку він випускався без ліцензії як клон процесора Intel 8080. Пізніше на його випуск було підписано угоду з Intel. Перші версії Am9080 з'явилися у квітні 1974 року. Процесор працював на тактовій частоті 2 МГц.